# William Buckland
William Buckland (Axminster, Devon, 1784. március 12. – Islip, Oxfordshire, 1856. augusztus 24.) angol geológus és őslénykutató, aki elsőként ismertetett egy dinoszaurusz fosszíliát. Eleinte a Régi Föld kreacionizmus és az Árvíz geológia támogatója volt, később azonban Louis Agassiz eljegesedési elméletének híve lett. Zoológiai szakmunkákban nevének rövidítése: „Buckland”.

## Fiatalkora és tanulmányai
Buckland Axminsterben született Devon grófságban. Gyermekkorában édesapjával, Templeton és Trusham rektorával, útjavítás céljából tett sétáikon kezdett megkövesedett ammoniteszeket és más kora jura időszakból származó fosszíliákat gyűjteni.
1801-ben elvégezte a Blundell's Schoolt, majd ösztöndíjat nyerve bejutott az oxfordi Corpus Christi College-ba, emellett John Kidd mineralógiai és kémiai előadásaira járt, szabadidejében pedig, mivel egyre nagyobb érdeklődést mutatott a geológia iránt, a földrétegek vizsgálatára terepkutatásokat végzett. 1804-ben lediplomázott, majd 1808-ban doktori címet szerzett.
1809-ben, miután a Corpus Christi társaság tagja lett és pappá szentelték, lóháton folytatta korábbi geológiai kirándulásait, bejárva Anglia, Skócia, Írország és Wales különböző részeit. 1813-ban, miután John Kidd utódaként egyetemi docenssé nevezték ki, szemléletes és népszerű előadásokat kezdett tartani az egyre nagyobb tömegeket vonzó geológia és őslénytan témájában. Az Ashmolean Múzeum (nem hivatalos) kurátoraként gyűjteményeket kezdett létrehozni, majd bejárta Európát, hogy olyan tudóstársaival találkozzon, mint Georges Cuvier.

## Az Árvíz geológia elvetése

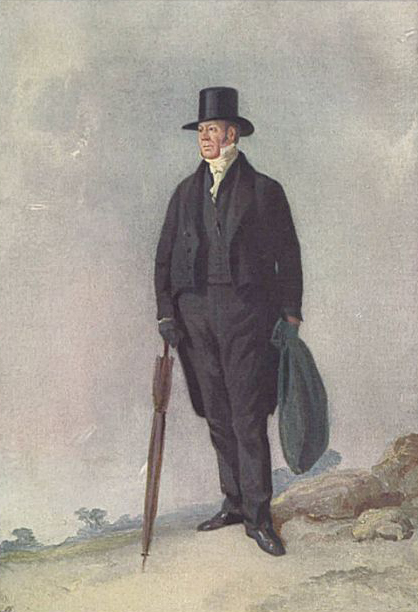
William Buckland 59 évesen, egy zsák fosszíliával, egy 1843-ban készült festményen

1818-ban Bucklandet a Royal Society tagjává választották. Még ebben az évben sikerült meggyőznie a régensherceget, hogy hozzon létre geológiai docensi posztot, melyet elsőként Buckland töltött be, miután 1819. május 15-én megtartotta székfoglalóját. A beszéd 1820-ban jelent meg nyomtatásban Vindiciae Geologiae; or the Connexion of Geology with Religion explained (Vindicae Geologiae; avagy a geológia konnexitásának vallásos magyarázata) címmel, melyben megkísérelte összeegyeztetni az új geológia tudományát a bibliai teremtéstörténettel és Noé bárkájának történetével. Mialatt mások James Hutton uniformitarianizmusának hatása alá kerültek, Buckland kidolgozott egy új elméletet, ami szerint a Teremtés könyvében szereplő "kezdet" szó egy ismeretlen hosszúságú időszakot ölel fel, amely a Föld keletkezésével kezdődött, és jelenlegi állapotának kialakulásáig tartott, és amely során számos kihalás, és ezeket követően újabb teremtés történt, létrehozva a növények és állatok újabb fajtáit. Ez a katasztrofizmus elmélet később a Régi Föld kreacionizmus avagy Hézagelmélet részévé vált. Buckland ekkortájt gitt abban, hogy az Özönvíz megtörtént, de nem támogatta az árvíz geológia elméletét, mivel úgy gondolta, hogy az Özönvíz egyetlen éve alatt csupán egy kisebb földréteg jött létre.
A yorkshire-i Kirkdale barlangnál végzett kutatásai során gyűjtött megkövült csontokkal kapcsolatban azt a megállapítást tette, hogy azok inkább az Özönvíz előtt élt hiénák maradványai lehettek, semmint olyanoké, melyeket az Özönvíz sodort odáig a trópusokról, ahogyan azt korábban feltételezték. Ezt az elméletet dolgozta ki az 1823-ban megjelent Reliquiae Diluvianae, or, Observations on the Organic Remains attesting the Action of a Universal Deluge (Reliquiae Diluvinae, avagy észrevételek egy univerzális Özönvíz hatását bizonyító szerves maradványokkal kapcsolatban) című művében, ami nagy sikert aratott.

## Megalosaurus és házasság

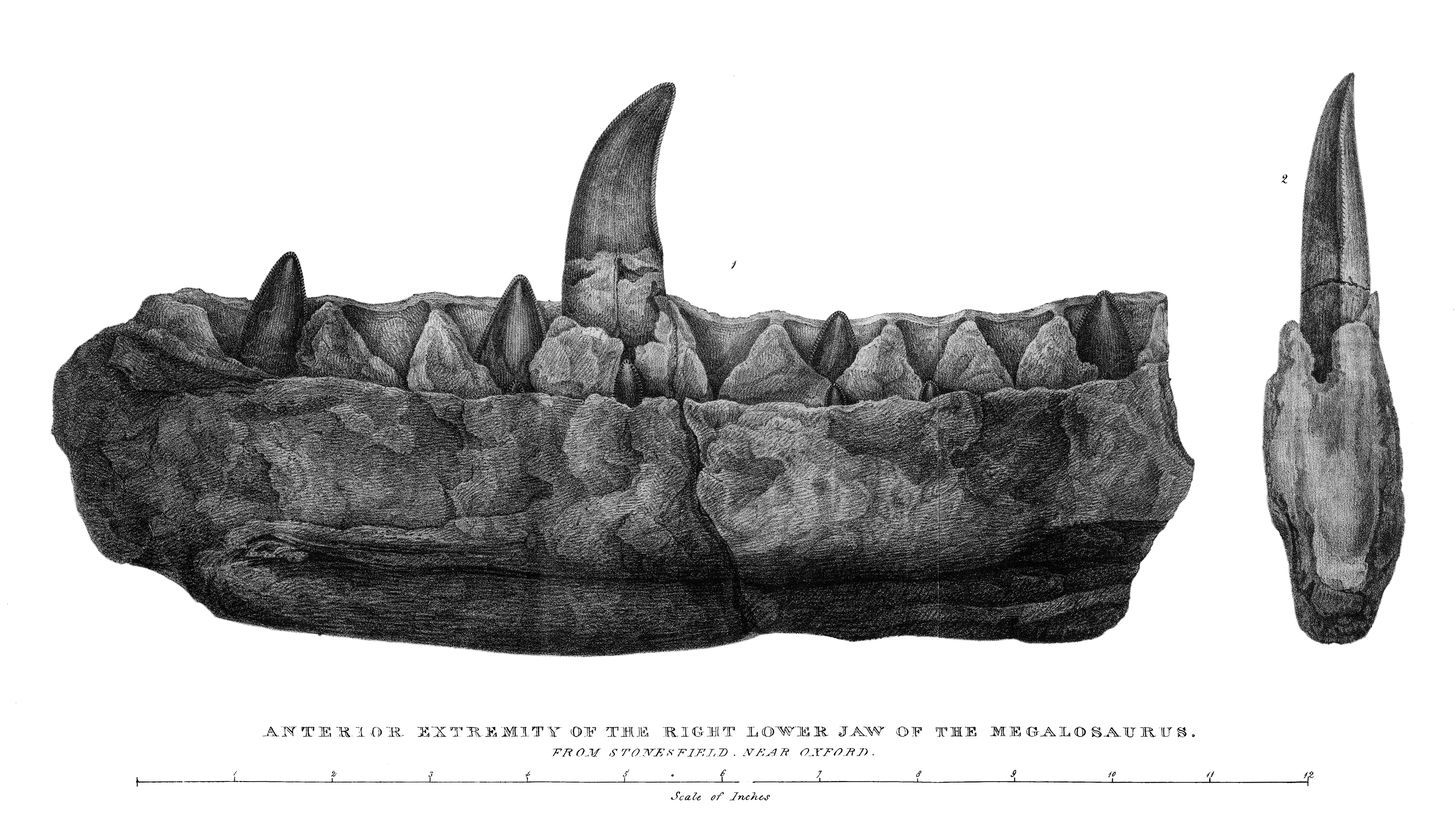
A Megalosaurus alsó állkapcsának jobb oldala.

Miközben továbbra is a Corpus Christi College-ban dolgozott, 1824-ben a Londoni Geológiai Társaság (Geological Society of London) elnöke lett. Itt jelentette be, egy általa Megalosaurusnak (nagy gyíknak) elnevezett óriási hüllő felfedezését, melynek maradványai Stonesfieldben kerültek elő, majd részletes leírást készített a leletről, amiről később kiderült, hogy egy dinoszauruszhoz tartozott.
1825-ben elhagyta az iskolát, hogy a Hampshire-i Stoke Charityben (lelkészként) folytassa az életét. Utódaként az oxfordi Krisztus templom egyik kanonokát jelölték ki, aki magas jutaléka ellenére nem töltött be komoly adminisztratív szerepet. Ez év decemberében összeházasodott az oxfordshire-i Abingdonból származó Mary Morlanddel, aki kiváló illusztrátor volt és emellett fosszíliákat gyűjtött. Európai nászútjukon számos ismert geológust és lelőhelyet látogattak meg. Kilenc gyermekük közül öten érték meg a felnőttkort. Egyikük, Frank Buckland maga is híres természettudós lett. Mary rendszeresen besegített férje munkájába, így egy alkalommal, mikor egy homokkő táblában talált lábnyom fosszíliát vizsgáltak, ő fedezte fel, hogy a lenyomat a háziállatként tartott teknősük lábnyomára hasonlít.
Buckland tudományos kutatás és vizsgálódás iránti szenvedélye kiterjedt egész magánéletére. Amellett hogy háza tele volt élő állatokkal és fosszíliákkal, állítása szerint meg is kóstolta a legkülönfélébb élőlényeket, beleértve a legízetlenebb dolgokat is, mint a vakond vagy a búzavirág. Vacsoravendégei találkozhattak párduccal, krokodillal és egérrel is a fogások között. A híres angol szónok, Augustus Hare így írt erről: „A különös maradványokról beszélve említést tett egy nunehami ékszerdobozról, melyben egy francia király szíve található. Miközben nézte a tárgyat, kijelentette: 'Sok mindent ettem már életemben, de egy király szívét még sosem.' majd, mielőtt még bárki megállíthatta volna, felfalta az értékes relikviát, ami így örökre elveszett.” A szívről azt feltételezték, hogy XIV. Lajos francia királyé volt. Buckland bizarr hobbiját fia, Frank is folytatta.
1826-ban, Walesben Buckland felfedezte a „Pavilandi Vörös Hölgyet”, a Nagy-Britanniában talált legkorábbi, anatómiailag a modern emberhez tartozó maradványokat.
1831 táján néhány éven át Robert Muchinson támogatója volt, akinek azt javasolta, hogy Wales déli részén kezdje meg a kutatásait, melyek eredményeit Muchinson a The Silurian System (A sziluri rendszer) megírásához használt fel.
1832-ben elnökölt a Brit Tudományos Társaság (British Association for the Advancement of Science) Oxfordban megrendezett második ülésén.

## Bridgewater Treatise
Közreműködött a Bridgewater Treatises megalkotásában is, melynek nyolc szekciójából egyet, az On the Power, Wisdom and Goodness of God, as manifested in the Creation (Isten teremtés által megnyilvánuló hatalmáról, bölcsességéről és jóságáról) címűt, ő írta öt év alatt. A mű 1836-ban jelent meg Geology and Mineralogy considered with reference to Natural Theology (Geológia és mineralógia, a Természeti Teológia tükrében) címmel. Ez a szekció a hézagelmélettel és a teista evolúcióval kapcsolatos aktuális elméleteinek kivontatát tartalmazta. Erre válaszul írta meg a számítástechnika úttörője, Charles Babbage "Ninth Bridgewater Treatise" (Kilencedik Bridgewater Treatise) című művét.
Miután Charles Darwin visszatért a Beagle-el tett második útjáról, Buckland tárgyalt vele a varacskosfejű leguánról és a tengeri leguánról. Ezután javasolta a Darwin által a földigiliszták termőtalajban betöltött szerepéről írt cikk megjelentetését, mivel szerinte ez „egy új és fontos elmélet, amely egy, a Föld felszínén általánosan előforduló jelenségre – egy valóságos új geológiai erőre – ad magyarázatot”, eközben viszont helyesen elvetette Darwin javaslatát, ami alapján a mészkőlerakódások hasonló módon alakultak ki.

## Eljegesedés elmélet
Ez idő tájt Buckland a tudományos élet kiemelkedő és befolyásos alakja volt, emellett pedig Sir Robert Peel Tory párti miniszterelnök barátja. Adam Sedgwickkel és Charles Lyellel együttműködve részt vett annak a beszámolónak az elkészítésében, amely hatására megalakult Nagy-Britannia Geológiai Szolgálata.
Felkeltette az érdeklődését Louis Agassiz elmélete, ami szerint bizonyos csiszolt és bordázott kövek és egyéb anyagok az ősi gleccserek hordalékaiból származnak, így 1838-ban Svájcba utazott, hogy személyesen találkozzon Agassizzal, és utánajárjon a témának. Megállapította, hogy hasonló, korábban az Özönvíz hordalékának tulajdonított dolgokat talált Skóciában, Walesben és Észak-Angliában. Mikor Agassiz 1840-ben Glasgowba utazott a Brit Tudományos Társaság ülésére, együtt járták be Skóciát, ahol megtalálták az egykori eljegesedés nyomait. Ebben az évben Buckland ismét a Geológiai Társaság elnöke lett, és annak ellenére, hogy az elméletről tartott beszámolója ellenséges fogadtatásra talált, elégedett volt, miután kiderült hogy Nagy-Britannia nagy részén megtalálhatók az egykori eljegesedés jelei.
1845-ben Sir Robert Peel kinevezte őt Westminster megüresedett esperesi posztjára, mely után nem sokkal az Oxfordhoz közeli Islipet is az esperességhez csatolták. Buckland bekapcsolódott a Westminsteri apátság javítási és karbantartási munkálataiba, emellett pedig prédikációkat intézett Islip falusi lakosaihoz, és eljárt Oxfordba, ahol geológiai témájú előadásokat tartott. 1847-ben kinevezték a British Museum kurátorává, 1848-ban pedig a Londoni Geológiai Társaság kitüntette a Wollaston Medállal.
1849 végétől kezdődően egy betegségtől szenvedett, ami egyre jobban legyengítette, egészen az 1856-ban bekövetkezett haláláig. A boncolás tüdőgümőkóros fertőzést állapított meg a felső nyakcsigolyáján, amely átterjedt az agyra is. Mikor a számára kijelölt sírhelyen a sírásó megkezdte az ásást, közvetlenül a felszín alatt egy szilárd jura időszaki mészkőrétegbe ütközött, melyet robbanóanyag segítségével kellett eltávolítani. Az eset feltehetőleg a neves geológus, Richard Whatley utolsó tréfája volt, aki 1820-as Elegy intended for Professor Buckland (Gyászdal Buckland professzor számára) című versében így emlékezik meg tudóstársáról:
Where shall we our great Professor inter (Hová temetjük majd nagy professzorunkat,)
That in peace may rest his bones? (Ahol békében nyugodhatnak csontjai?)
If we hew him a rocky sepulchre (Ha egy sziklasírt vágunk a számára)
He’ll rise and break the stones (Felkel majd és a köveket feltöri)
And examine each stratum that lies around (És vizsgálgatja a rétegeket maga felett és alatt)
For he’s quite in his element underground (Hogy elemében érezze magát a föld alatt)

## Emlékezete
- A Holdon található Buckland-hátságot róla nevezték el.
- A Bonin-szigetek közé tartozó Buckland-szigetet (amely napjainkban Ani-Jima néven ismert) Beechey kapitány nevezte el 1827. június 9-én Buckland professzor tiszteletére.

## Fordítás
- Ez a szócikk részben vagy egészben  a   William Buckland című angol Wikipédia-szócikk ezen változatának fordításán alapul.  Az eredeti cikk szerkesztőit annak laptörténete sorolja fel. Ez a jelzés csupán a megfogalmazás eredetét és a szerzői jogokat jelzi, nem szolgál a cikkben szereplő információk forrásmegjelöléseként.